# Chillon-Viadukt
Das Chillon-Viadukt (fr. Viaduc de Chillon) ist ein Teilstück der Autobahn A9 bei Veytaux im Kanton Waadt, Schweiz. Es liegt zwischen den Autobahnanschlüssen Montreux und Villeneuve nach dem Glion-Tunnel und ist mit 2100,5 m die drittlängste Brücke der Schweiz.

## Das Bauwerk

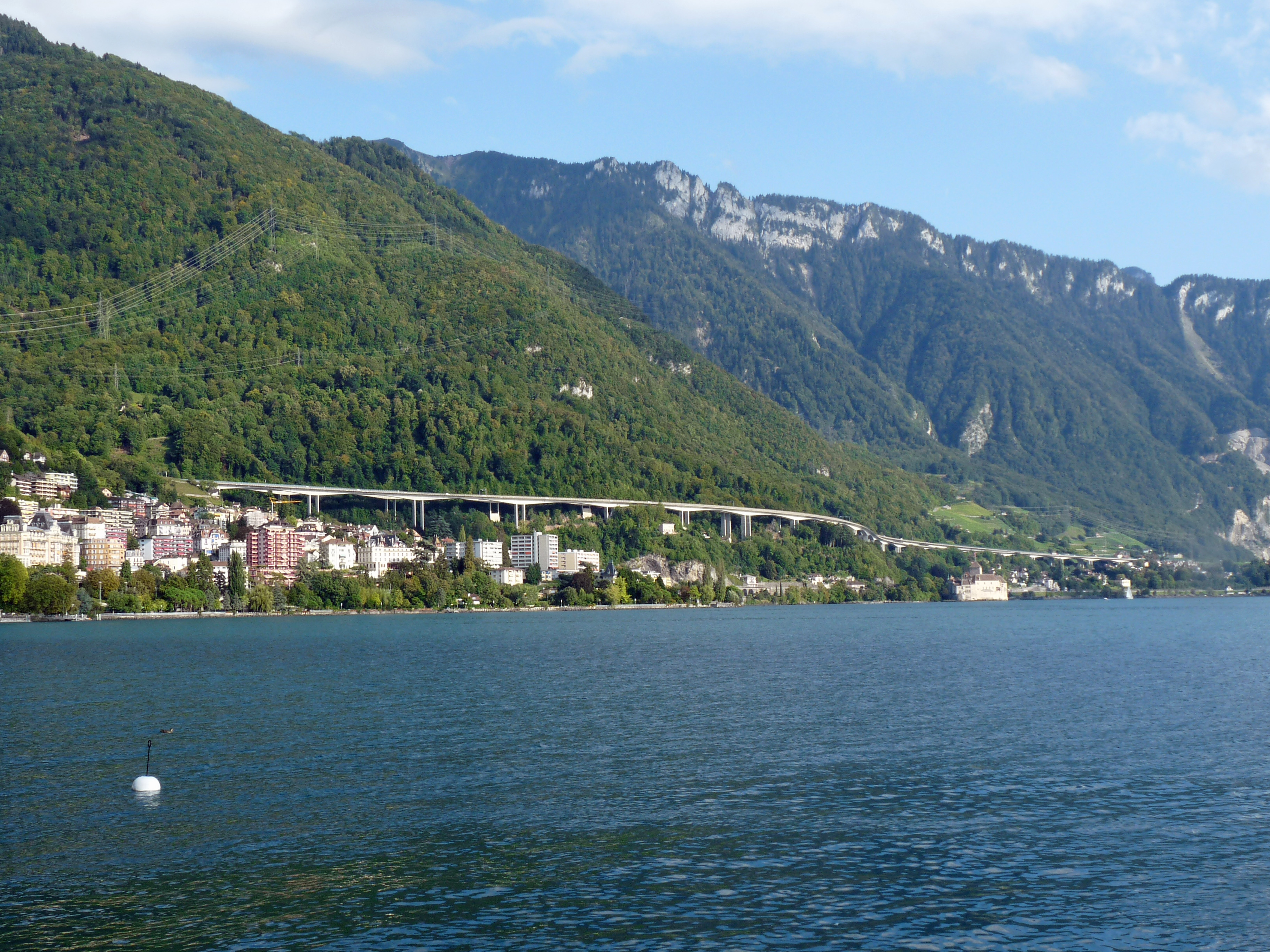

Das Bauwerk ist ein Lehnenviadukt (Hangbrücke), welches am Genfersee oberhalb des Château de Chillon in einer maximalen Höhe von 50 m über Grund verläuft. Die Spannbetonkonstruktion wurde ab 1966 erbaut und war 1969 fertiggestellt. Das Viadukt besteht aus zwei Überbauten mit 23 Feldern und Spannweiten von 42,3 + 94,8 + 2×104,0 + 98,0 + 4×92,0 + 98,0 + 104,0 + 98,0 + 4×92,0 + 98,0 + 104,0 + 98,0 + 3×92,0 + 45,4 m. Die Hohlkastenbrücken sind jeweils 13,0 m breit und besitzen eine variable Bauhöhe. Im Feld sind sie 2,20 m hoch, über den Stützen zwischen 5,0 und 5,64 m. Die bis zu 44 m hohen Pfeiler bestehen aus zwei 80 cm dicken und 5,0 m breiten  Stahlbetonscheiben, die im Abstand von 8,0 m angeordnet sind.
Die Herstellung der Brücke erfolgte im Freivorbau mit Segmentfertigteilen. Diese wurden dabei mit einem Vorbaugerüst, einer stählernen Portalkranbrücke, die sich auf dem Brückenpfeiler und der fertigen Brücke abstützte, montiert und mit Epoxidharz verklebt.
Die Planung des Chillion-Viadukts stammt von Jean-Claude Piguet, Roland Hofer und Maurice Tappy. Es war das erste Projekt in der Schweiz, bei dem dieses Verfahren angewandt wurde. Jean Muller hatte diese Bauweise kurz zuvor beim Viaduc d’Oléron ausgeführt.